# Саксаганського, 65
Будинок № 65 (колишня буді́вля Вукоопромра́ди) — житловий будинок, розташований на вулиці Саксаганського, 65 у Києві.
За визначенням дослідників, будинок — цікавий зразок перехідного періоду в архітектурі 1930-х років, в якій проявилось поєднання функціональності структури з монументалізацією зовнішнього вигляду.
Наказом Головного управління охорони культурної спадщини № 10/38-11 від 25 червня 2011 року будинок внесений до реєстру пам'яток архітектури місцевого значення.

## Історія

Ріг вулиць Саксаганського і Тарасівської. Нереалізований проєкт 1935 року

Будинок звели 1935 року для працівників Ради промислової кооперації Української РСР (Вукоопромради) за проєктом архітекторів М. Холостенка та І. Хоменка. Передбачалось збудувати наріжну будівлю із двома секціями. Однак спорудили лише першу чергу — крило з боку вулиці Саксаганського. Другу чергу будинку уздовж Тарасівської вулиці й оздоблення фасаду скульптурами і барельєфами завершити не вдалось. Замість цієї секції у 1950-х роках спорудили шестиповерховий будинок (№ 63/28) Київського вітамінного заводу.
У 2000-х роках на першому поверсі містились зубопротезний кабінет, перукарня, квіткарня та інші заклади. Їхні власники іноді замінювали сірий колір фасаду, зокрема на фіолетовий. А в липні 2014 року пофарбували фасад квіткарні в яскраво жовтий колір, що обурило киян. На вимогу управління охорони культурної спадщини міської держадміністрації будівлі повернули первісний вигляд.

## Архітектура

Дугоподібний будинок з напівколонами і розкріповкою (праворуч)

П'ятиповерхова, цегляна, тинькована будівля має пласкі перекриття, двосхилий дах, бляшане покриття, парадний і дворовий входи. На кожному поверсі — дво- і трикімнатні квартири.
Оформлений у стилі неокласицистичної (сталінської) архітектури. Дугоподібність будинку обумовлена вигином вулиці, на якій він розташований. Акцентований ризалітами. Праворуч міститься тривіконна розкріповка з проїздом на подвір'я. Вигнуту площину прикрашають великі рустовані напівколони тосканського ордера, які спираються на цоколь і підтримують аттиковий поверх. З-поміж виразного декору виділяються хіба що балясини у підвіконнях.
Оформлення дворового фасаду спрощене.